# Juan Crespí

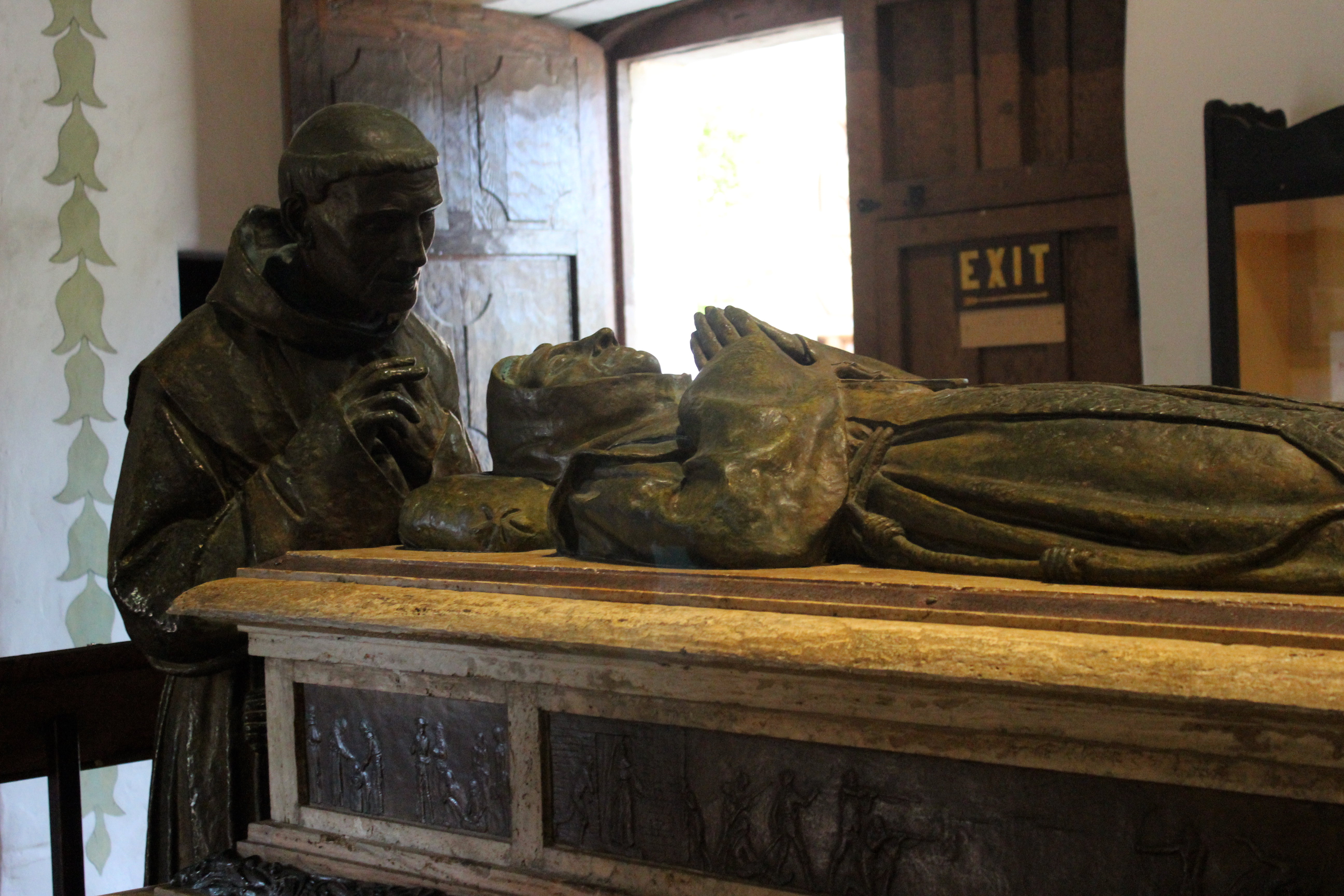
Kenotaph des hl. Junípero Serra in der Mission San Carlos Borromeo in Carmel-by-the-Sea (1924): liegend der Heilige, bei seinem Kopf betend Juan Crespí

Juan Crespí (katalanisch auch Joan Crespí, * 1. März 1721 in Palma; † 1. Januar 1782 in Carmel-by-the-Sea) war ein spanischer Franziskaner und Missionar.

## Leben
Juan Crespí trat im Alter von 17 Jahren in den Orden der Franziskaner ein. Im Konvent Sant Francesc seiner Heimatstadt studierte er Philosophie und Theologie. Dort begegnete er zwei seiner späteren Gefährten: Junípero Serra OFM war sein Lehrer, Francisco Palou OFM sein Mitstudent. 1749 wurden die Patres Serra, Palou und Crespí in die Mission in Neuspanien entsandt. Crespí wirkte vor allem unter den Pame in der Sierra Gorda in Querétaro, davon acht Jahre lang in der Mission Santiago de Jalpan. Nachdem der spanische König Karl III. 1767 die Jesuiten aus deren Missionen in Baja California (Niederkalifornien) hatte vertreiben lassen, gingen die Patres Serra, Palou, Crespí und 13 weitere Franziskaner im Folgejahr nach Baja California, um die Missionsarbeit der Jesuiten fortzusetzen. Crespí wurde Leiter der Mission Purísima Concepción in Cadegomó. 
Nur ein Jahr später, 1769, machten sich spanische Soldaten unter Führung von Gaspar de Portolà und eine Gruppe von Franziskaner-Missionaren auf, von Baja California aus Alta California (Oberkalifornien) zu erkunden. Crespí gehörte zu denen, die den Landweg nahmen. Im Mai erreichten sie die Gegend des heutigen San Diego und gründeten die Mission San Diego de Alcalá, die zum Ausgangspunkt der folgenden Expeditionen in den noch kaum bekannten nördlichen Teil Kaliforniens wurde.
- Die erste Expedition, an der Crespí teilnahm, verließ San Diego im Juli 1769 und erreichte im Oktober die Bucht von San Francisco.[3]
- Auf einer zweiten Expedition erforschten Serra und Crespí 1770 und 1771 die Bucht von Monterey und deren Hinterland.[4]
- Die dritte Expedition unternahm Crespí 1772 mit Pedro Fages, dem Befehlshaber (Gobernador militar) des gerade durchreisten und noch zu erschließenden „California Nueva“ (Neukalifornien), durch die Gegenden östlich der Bucht von San Francisco und den Unterlauf des Sacramento River hinauf.[5]
- Auf seiner vierten Expedition begleitete Crespí 1774 zu Schiff den Entdecker Juan José Pérez Hernández. Sie gelangten über das heutige Vancouver hinaus bis zur Langara Island im Archipel der Queen Charlotte Islands.[6]

So sehr Crespís Name auch mit der Erforschung Kaliforniens verbunden ist – er selbst sah sich vor allem als Missionar. Seit 1772 arbeitete er in der Mission San Diego, danach in Monterey. 1777 visitierte er mit Serra einige der neuen, in den letzten Jahren entstandenen Missionen. Seine letzten Lebens- und Missionsjahre verbrachte er in der Mission San Carlos Borromeo de Carmelo, wo er am 1. Januar 1782 starb.

## Juan Crespí als Chronist
Weil er als einziger der Franziskaner alle Reisen (bis auf die von 1774) auf dem Landweg zurückgelegt und insofern am meisten erlebt und gesehen hatte, wurde Crespí offiziell zum „Ersten Chronisten“ der spanischen Missionare in Kalifornien bestellt. Er zeichnete Meile für Meile, Ort für Ort den Verlauf der Expeditionen auf. Er machte Notizen zur Lebensweise der Indigenen, denen sie begegneten, zur Flora und Fauna, zu den Landschaftsformen und zu möglichen Standorten künftiger Missionen. Einen der zur Anlage einer Mission geeigneten Orte nannte er Nuestra Señora la Reina de los Angeles („Unsere Liebe Frau, Königin der Engel“). Auf diese Benennung geht der Name der heutigen Großstadt Los Angeles zurück.
Hinsichtlich seiner naturwissenschaftlichen Kenntnisse galt Crespí als der gelehrteste unter seinen Mitbrüdern und als der geschickteste, was die Landesaufnahme und deren kartographische Darstellung betraf.

## Editionen der Tagebücher und anderer Schriften
in der Reihenfolge des Erscheinens

### Im spanischen Original
- Salustiano Vicedo: El mallorquín fray Juan Crespí, O.F.M. Misionero y explorador. Sus diarios (= Franciscanos en el Nuevo Mundo. Constructores de la paz, Bd. 14). Unión Misional Franciscana, Valencia 1994, ISBN 84-604-9589-2.
- Leticia Landín, Max Calvillo (Hg.): Fray Junípero Serra, civilizador de las Californias. Diarios de fray Junípero Serra y fray Juan Crespí (= Colección Baja California, nuestra historia, Bd. 20). Universidad Autónoma de Baja California, Instituto de Investigaciones Históricas, Tijuana 2007, ISBN 978-970-735-057-1.
- Ángel Luis Encinas Moral, Teófilo Ruiz (Hg.): Diario de la expedición de Fray Junípero Serra desde la misión de Loreto a San Diego en 1769. Miraguano ediciones, Madrid 2011, ISBN 978-84-7813-382-6.

### Übersetzungen
- Herbert Eugene Bolton: Fray Juan Crespi, missionary explorer on the Pacific coast, 1769–1774. Berkeley 1927.
- Noticias of the port of San Francisco in letters of Miguel Costanso, Fray Juan Crespi and Fray Francisco Palou in the year 1772, übersetzt von Edward E. Ayer. Windsor Press, San Francisco 1940.
- Maximin Piette (Hg.): An unpublished diary of Fray Juan Crespi, O.F.M. San Diego to Monterey, April 17 to November 11, 1770. In: The Americas. A quarterly review of Latin American history, Jg. 3 (1946/1947), Nr. 1 (Juli 1946), S. 102–114, Nr. 2 (Oktober 1946), S. 234–243 und Nr. 3 (Januar 1947), S. 368–381.
- A Description of Distant Roads. Original Journals of the First Expedition into California, 1769–1770, übersetzt und herausgegeben von Alan K. Brown. San Diego State University Press, San Diego 2001, ISBN 1-879691-64-7.